# Xã Lick Creek, Quận Ozark, Missouri
Xã Lick Creek (tiếng Anh: Lick Creek Township) là một xã thuộc quận Ozark, tiểu bang Missouri, Hoa Kỳ. Năm 2010, dân số của xã này là 434 người.